# 1936 en photographie
| Années de la photographie : 1933 - 1934 - 1935 - 1936 - 1937 - 1938 - 1939    |
| Décennies de la photographie : 1900 - 1910 - 1920 - 1930 - 1940 - 1950 - 1960 |

Cet article présente les faits marquants de l'année 1936 en photographie.

## Événements
- Création à New York de la Photo League, groupement de photographes amateurs et professionnels autour d’objectifs communs de nature sociale et créative.
- 23 novembre : parution du premier numéro de la nouvelle version de Life après le rachat du titre par le fondateur du magazine Time, Henry Luce, avec en une la photo des travaux du barrage de Fort Peck (Montana) par Margaret Bourke-White[1]. À l'intérieur du magazine, on trouve un article sur NBC, qui célèbre son 10e anniversaire, illustré par une série de portraits photographiques très expressifs, qui montre la place importante qu'occupera désormais la photographie dans la ligne éditoriale du magazine.
- Le magazine américain Fortune passe commande à l'écrivain James Agee et au photographe Walker Evans d'un article sur les conditions de vie des familles de métayers dans le Sud des États-Unis pendant le Dust Bowl suivant la Grande Dépression ; les deux artistes passent six semaines en juillet et août pour faire des recherches et finissent par vivre aux côtés de trois familles blanches de métayers. Ils rentrent avec des notes d'Agee et un portfolio d'Evans rempli d'images sans concession d'adultes et d'enfants agglutinés dans des cabanes dépouillées devant des champs poussiéreux dans des lieux perdus du Sud américain profond frappés par la Grande dépression. Le magazine ne publiera pas leur travail, qui paraîtra en 1941 sous le titre Louons maintenant les grands hommes (en anglais : Let Us Now Praise Famous Men)[2].
- Lucien Vogel, créateur et directeur du magazine français d'actualité Vu, basé sur la photographie, est licencié à la suite du désaccord des actionnaires au sujet de l'orientation du journal favorable à la cause républicaine espagnole[3].
- Otto Bettmann (1903 - 1998), conservateur de musée allemand,  qui a émigré aux États-Unis en 1935 en emportant avec lui deux malles contenant près de 25 000 photographies (pour la plupart des négatifs qu'il avait réalisés lui-même[4]), fonde à New York la Bettmann Archive, une banque de photographies retraçant l'histoire du XXe siècle, certaines remontant même à la période de la Guerre de Sécession (1861-1865) et comprenant certaines des images historiques les plus célèbres de l'histoire des États-Unis.
- Création de l'entreprise française Photomaton qui fabrique et commercialise des cabines photographiques de marque Photomaton.
- Lancement de la pellicule couleur Agfacolor-Neu, un film à transparence qui permet d'obtenir des diapositives.

## Photographies notables

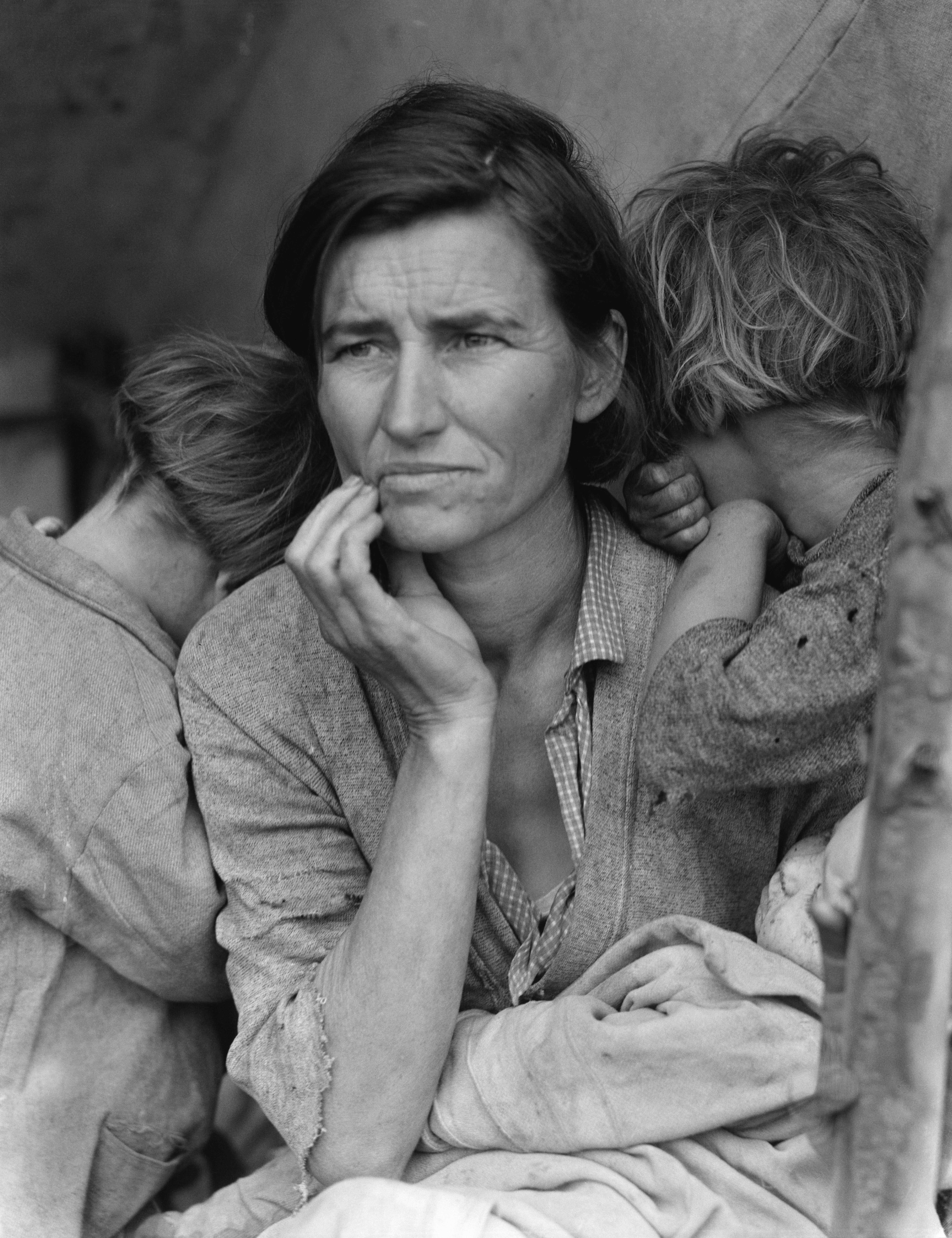
Dorothea Lange, Mère migrante.

- février : Dorothea Lange, Mère migrante, photographie réalisée dans le cadre du programme de la Farm Security Administration (FSA).

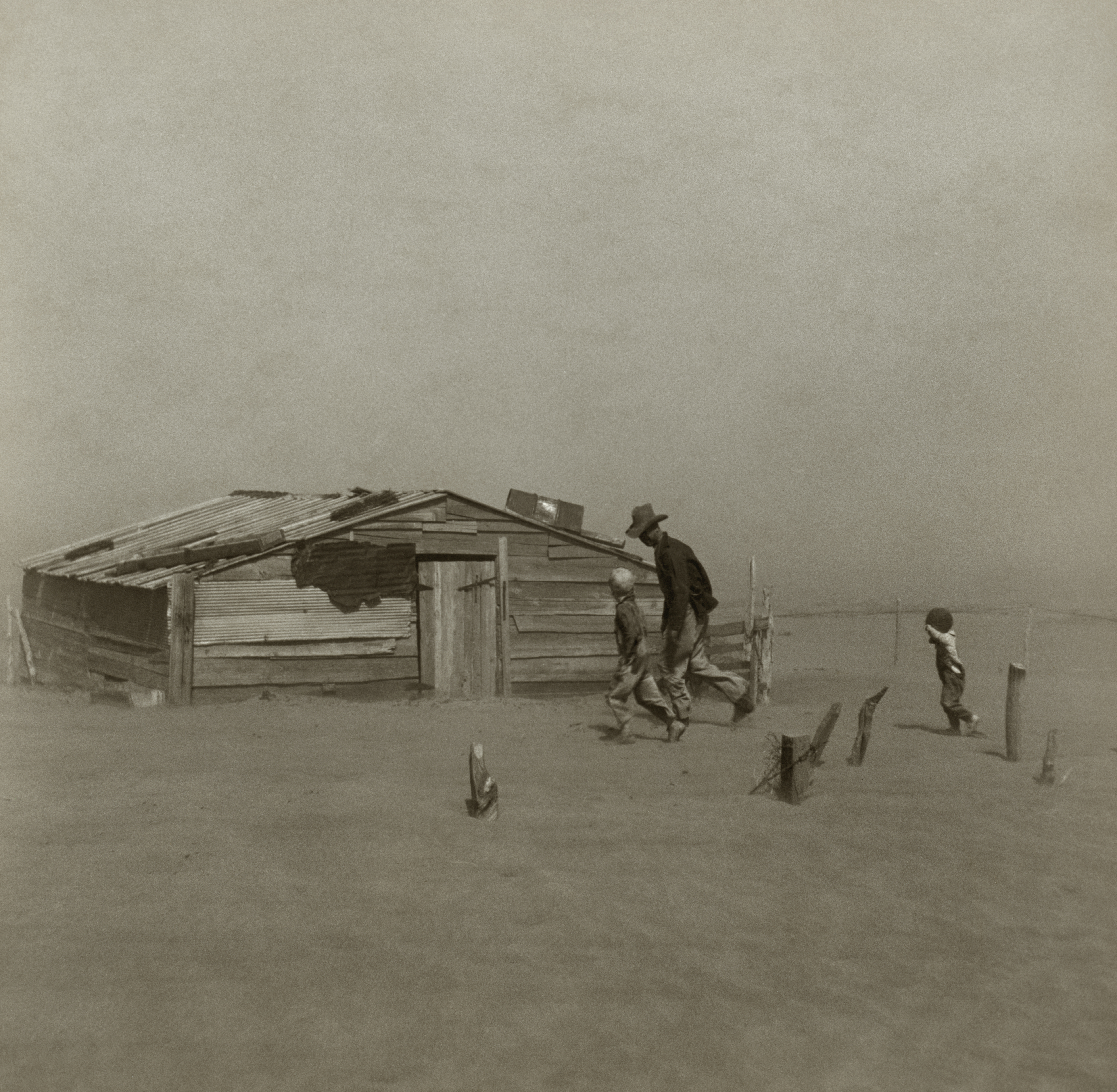
Arthur Rothstein, Un fermier et ses deux fils pendant une tempête de poussière en Oklahoma.

- Arthur Rothstein, Un fermier et ses deux fils pendant une tempête de poussière en Oklahoma (en), photographie prise pour l'agence fédérale de la Farm Security Administration.

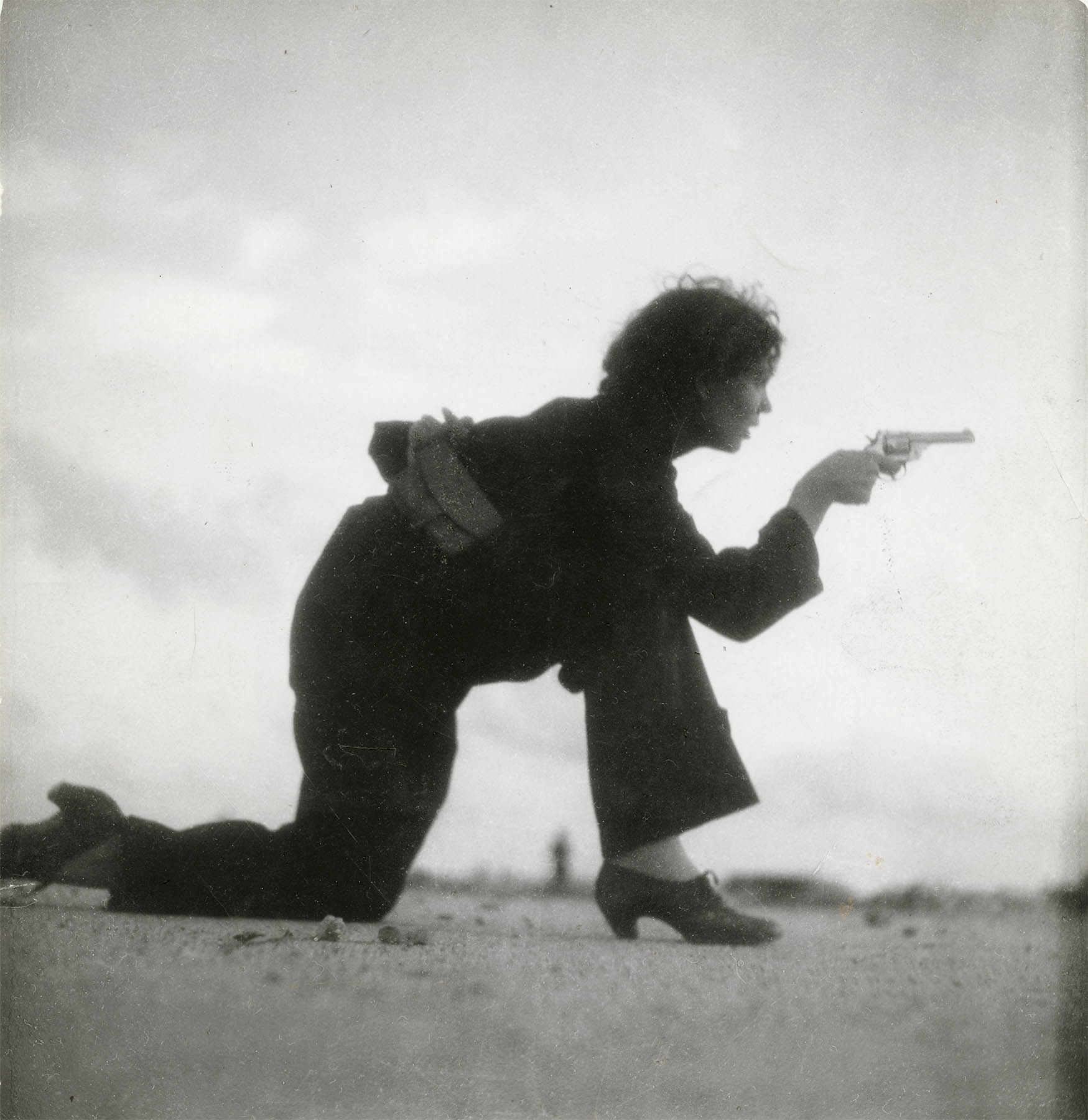
Gerda Taro, Soldate républicaine à Barcelone.

- Gerda Taro, Soldate républicaine à Barcelone, photographie représentant une milicienne républicaine à l'entraînement sur la plage du Somorrostro de Barcelone[5].

## Livres de photographies
- Vingt-huit études de nus, Paris, Arts et métiers graphiques, 1936, cinquante exemplaires numérotés sur papier Japon

photographies de Man Ray, Willy Zielke, Rogi André, John Havinden, Nora Dumas, André Reisz, Andreas Feininger, Rémy Duval, Ergy Landau, Aurel Bauh, Pierre Boucher, Louis-Victor Emmanuel Sougez, Laure Albin Guillot, Juliette Lasserre. Texte-poème de Rémy Duval, préface d'Abel Bonnard.
- Bill Brandt, The English at Home. : sixty-three photographs, préface de Raymond Mortimer, Londres / New York, B. T. Batsford / C. Scribner's Sons.
- Luc Dietrich :
  - Terre. Vingt textes illustrés de trente photographies de l'auteur, Paris, Denoël & Steele. (En ligne sur Gallica) ;
  - Photographies, préface de Jean Cassou, Paris, Éditions Braun & Cie.
- Ergy Landau, Enfants (préf. Marcel Aymé), Paris, Éd. O.E.T.

## Études, essais, articles
- Gisèle Freund, La Photographie en France au dix-neuvième siècle. Essai de sociologie et d’esthétique, Paris, La Maison des amis des livres / Adrienne Monnier, 154 p. (édition de sa thèse de doctorat réalisée à l'Université de Francfort sous la direction de Norbert Elias).

## Expositions
- 16 janvier - 1er mars : Exposition internationale de la photographie contemporaine, Musée des arts décoratifs, Paris ; commissaires d'exposition : Charles Peignot et Emmanuel Sougez. L'exposition présente une section rétrospective depuis 1827

parmi les photographes contemporains exposés : Edward Steichen, Man Ray, Marianne Breslauer, Hein Gorny (de), Edmund Kesting (de), Florence Henri, Philippe Halsman, André Kertész, Éli Lotar, Jean Painlevé, Roger Parry, Maurice Tabard, Aurel Bauh, Ilse Bing, Ylla,.
- avril : Philippe Halsman. Portraits et nus, Galerie de la Pléiade, Paris : première exposition monographique du photographe[8].
- L’association d’artistes Mánes organise à Prague l'Exposition internationale de photographie[9].

## Naissances
- 1er janvier : Norihiko Matsumoto, photographe japonais.
- 3 février : Jim Marshall (James Joseph Marshall), photographe américain, mort le 24 mars 2010.
- 4 février : Barbara Niggl Radloff, photographe allemande, morte le 26 février 2010.
- 20 février : Jirō Takamatsu,  artiste plasticien japonais se situant entre le dadaisme, le surréalisme et le minimalisme, ayant utilisé la photographie, la sculpture, la peinture, le dessin et la performance, mort le 25 juin 1998.
- 22 février : Kyōichi Sawada, photographe japonais de l'agence United Press International, lauréat en 1966 du prix Pulitzer de photographie pour ses photographies de la guerre du Viêt Nam, mort le 28 octobre 1970.
- 28 février : Co Rentmeester, photojournaliste néerlandais, lauréat du World Press Photo of the Year en 1967.
- 4 mars : René Robert, photographe suisse, mort le 20 janvier 2022.
- 8 mars : Jean-Pierre Rey, journaliste et photographe français, mort le 16 mai 1995.
- 11 mars : Hollis Frampton, réalisateur et photographe américain, figure du cinéma d'avant-garde, l'un des fers de lance du mouvement du cinéma structurel, mort le 30 mars 1984.
- 22 mars : Edgar Knoop, peintre, sculpteur et photographe allemand.
- 8 avril : Boyd Norton, photographe américain.
- 23 avril : Athiná Tácha, artiste multimédia grecque, travaillant également avec la photographie.
- 4 mai : Léon Herschtritt, photographe humaniste français, mort le 22 novembre 2020.
- 15 mai : Hugo Jaeggi, photographe suisse, mort le 23 août 2018
- 17 mai : Dennis Hopper, acteur, réalisateur, poète, peintre et photographe américain, mort le 29 mai 2010.
- 2 juin : Michel Delluc, photographe français.
- 9 juin : Sophie Bassouls, photographe française, spécialiste des portraits d'écrivains et d'artistes, responsable des services photo de L'Express et du Figaro littéraire.
- 10 juin : Thomas Hoepker, photographe, photojournaliste et documentariste allemand, membre depuis 1989 de l'agence Magnum, mort le 10 juillet 2024.
- 22 juin : Ingeborg Lüscher, peintre, photographe, artiste conceptuelle de vidéo et d'installations allemande.
- 16 juillet : Akira Kinoshita, photographe japonais, mort le 12 janvier 2015.
- 10 août : Luc Chessex, photographe suisse.
- 14 septembre : 
  - Terence Donovan, photographe britannique, mort le 22 novembre 1996.
  - Lucas Samaras, artiste plasticien américain d'origine grecque, à la fois peintre, sculpteur, performer et photographe, connu pour ses autoportraits réalisés au polaroid et retouchés, mort le 7 mars 2024.
- 23 septembre : John Max (John Porchawka), photographe canadien, d'origine ukrainienne, mort le 5 mai 2011.
- 30 septembre : Claude Gaspari, photographe français.
- 7 octobre : Shisei Kuwabara, photojournaliste japonais, connu pour ses images des effets de l'empoisonnement au mercure des habitants de la région de Minamata sur une période de quarante ans.
- 8 octobre : Tsuneo Enari, photographe japonais.
- 5 novembre : William Christenberry, photographe, peintre, sculpteur et professeur américain, connu pour ses photographies du Sud des États-Unis, et en particulier de l'Alabama, mort le 28 novembre 2016.
- 16 novembre : Iain Baxter, artiste conceptuel, peintre, sculpteur, photographe et professeur canadien d'origine britannique possédant la double nationalité.
- 29 novembre : Richard Fegley, photographe américain, mort le 15 septembre 2001.
- 5 décembre : Robert Freeman, photographe britannique, mort le 6 novembre 2019.
- 10 décembre : Léon Herschtritt, photographe français, lauréat en 1960 du Prix Niépce, mort le 21 novembre 2020.
- 18 décembre : Cor Jaring (Cornelis Jaring), photographe et artiste conceptuel néerlandais, connu notamment pour ses photos des années 1960 et 1970, mort le 17 novembre 2013.
- 24 décembre : Dirck Halstead, photographe de guerre américain, mort le 25 mars 2022.
- 27 décembre : Igor Kostine, journaliste et photographe moldave et ukrainien, mort le 9 juin 2015.

- Date inconnue ou non renseignée :
  - Taku Aramasa, photographe japonais.
  - Pierre Berdoy, photographe français, lauréat du Prix Niépce en 1967.
  - Jean-Pierre Évrard, photographe français.
  - Michel Gravel, photographe canadien québécois, mort le 13 janvier 2021.
  - Shinzō Hanabusa, photographe japonais.
  - Kazumi Kurigami, photographe japonais.
  - Weng Naiqiang, photographe chinois.
  - Enrique Sabater, photographe catalan, connu pour sa collaboration avec Salvador Dalí, dont il devint le secrétaire personnel de 1968 à 1981.
  - Malick Sidibé, photographe malien, mort le 14 avril 2016.
  - Shin Yanagisawa, photographe japonais, mort le 2 juin 2008.

## Décès
- 13 janvier : Gabriel Veyre, photographe et réalisateur-opérateur de cinéma français, né le 1er février 1871.
- 16 janvier : Oskar Barnack, photographe et inventeur allemand, qui a réalisé en 1913 le premier prototype d'un appareil photographique compact 24 × 36 mm, né le 1er novembre 1879.
- 21 janvier : Jules Sylvestre, photographe français, né le 12 octobre 1859.
- 17 avril : Imre Gábor Bekey, spéléologue et photographe hongrois, né le 7 juillet 1872.
- 12 mai : Peter Henry Emerson, photographe et écrivain britannique, né le 13 mai 1856.
- 25 juin : Pierre Choumoff, photographe franco-russe, né le 26 mars 1872
- 17 septembre : Lorenz Saladin, photographe suisse, né le 28 octobre 1896.
- 6 décembre : Francisco Goñi, photographe de guerre espagnol, né le  1873.
- 22 décembre : Louise Deglane, photographe amatrice française, connue pour sa pratique de l'autochrome, née le 5 novembre 1868.
- 29 décembre : Robert Demachy, photographe français, né le 7 juillet 1859.

- Date inconnue ou non renseignée :
  - Jadwiga Golcz, photographe polonaise, née en 1866.
  - Pedro Satué, photographe espagnol, né le 31 janvier 1880.
  - August Schuffert, photographe finlandais, né en 1855.

## Célébrations
Centenaire de naissance
- Giuseppe Bruno
- Auguste Burgaud
- François Cudenet
- Sophia Hoare
- Jean Pierre Philippe Lampué
- Émile Mage
- Stanisław Julian Ostroróg
- Elizabeth Pulman
- Alexandre Quinet
- André Schmid
- William Stinson Soule
- Frederick Arthur Verner
- Gustave Viaud